# Charles D. Parker
Charles Durwin Parker (* 27. Dezember 1827 in New Hampshire; † 27. Dezember 1925 in River Falls, Wisconsin) war ein US-amerikanischer Politiker. Zwischen 1874 und 1878 war er Vizegouverneur des Bundesstaates Wisconsin.

## Werdegang
Im Jahr 1836 kam Charles Parker mit seinem Vater in das noch kaum besiedelte Gebiet des heutigen Wisconsin, wo die Familie eine Farm aufbaute. Der Vater war ein Lokalpolitiker und Kaufmann in New Hampshire gewesen. In der neuen Heimat arbeitete Charles auf der Farm seines Vaters. Er besuchte die lokalen Schulen und absolvierte dann die New Ipswich Academy in New Hampshire. In den folgenden Jahren unterrichtete er in New Hampshire und Wisconsin als Lehrer. Danach betätigte er sich als Farmer. Seit 1859 lebte er im St. Croix County, wo er einige lokale Ämter bekleidete. Politisch war er Mitglied der Demokratischen Partei. In den Jahren 1869 und 1870 saß er in der Wisconsin State Assembly. 1873 wurde Parker an der Seite von William R. Taylor zum Vizegouverneur von Wisconsin gewählt. Dieses Amt bekleidete er nach einer Wiederwahl zwischen 1874 und 1878. Dabei war er Stellvertreter des Gouverneurs und Vorsitzender des Staatssenats. Seit 1876 diente er unter dem neuen Gouverneur Harrison Ludington.
Zwischen 1880 und 1888 war Parker als Regent Vorstandsmitglied der University of Wisconsin in Madison. Er starb am 27. Dezember 1925, seinem 98. Geburtstag, in River Falls. Charles Parker wird in den Quellen auch als „Col. Charles Parker“ bezeichnet. Das könnte auch auf eine militärische Tätigkeit hinweisen, da das Col. für Colonel, also Oberst, steht. Allerdings gibt es keinen weiteren Hinweis auf ein militärisches Dienstverhältnis.